# Diana Diłowa-Brajnowa
Diana Wutowa Diłowa-Brajnowa (bułg. Диана Дилова-Брайнова; ur. 1 stycznia 1952 w Sofii) – bułgarska koszykarka, dwukrotna medalistka olimpijska. 
Uczestniczka turnieju eliminacyjnego do igrzysk olimpijskich w Montrealu. Dwukrotna olimpijka, w 1976 zajęła wraz z drużyną narodową trzecie miejsce; Diłowa-Brajnowa zdobyła na tym turnieju 12 punktów. W Moskwie w 1980 zdobyła wicemistrzostwo olimpijskie uzyskując 10 punktów.
Wielokrotna uczestniczka mistrzostw Europy. W 1971 roku zdobyła brązowy medal na juniorskich mistrzostwach Europy w Jugosławii, już rok później zdobyła wicemistrzostwo kontynentu z kadrą seniorek (Bułgaria). Cztery lata później we Francji sięgnęła po brąz, uczestniczyła także w mistrzostwach w 1980 roku (piąte miejsce).